# Igelkottsteoremet
Igelkottsteoremet (engelska: Hairy ball theorem, även kallat satsen om den håriga bollen) är en sats inom algebraisk topologi. Den säger att en vektorvärd kontinuerlig funktion på en n-sfär, {\displaystyle f:S^{n}\to S^{n}}, där n är ett jämnt tal, måste ha minst ett värde som är ortogonalt mot sfärens yta. Med andra ord, om man föreställer sig en boll med hår, så kan man inte kamma ner alla hårstrån utan att något står upp. Detta svarar då mot fallet med en 2-sfär. För udda värden på n, så gäller motsatsen till teoremet, vilket betyder att n-sfären kan "kammas"  helt, utan att något hårstrå sticker ut.
En följdsats av teoremet säger att det alltid finns en vektor i en punkt på n-sfären, vilken är en multipel av normalvektorn i punkten. Detta betyder till exempel att det alltid måste finnas en cyklon (eller anticyklon) någonstans på jorden (förutsatt att det blåser någonstans på planeten). En annan följd av igelkottsteoremet är att varje polynomekvation har en komplex rot, även känt som algebrans fundamentalsats.

## Bevis för 2-sfären
Antag att motsägelsen är sann, det vill säga att det finns en kontinuerlig funktion, {\displaystyle f:S^{2}\to S^{2}}, så att: {\displaystyle x\cdot f(x)=0} för varje {\displaystyle x\in S^{2}}. Nu betraktar vi den kontinuerliga funktionen: {\displaystyle g(x):S^{2}\to S^{2},\;\;g(x)=x\times f(x)}. Enhetsvektorer, vilka är ortogonala mot x, kan skrivas på följande form: {\displaystyle cos(\alpha )f(x)+sin(\alpha )g(x)}. Om vi skriver {\displaystyle x,f(x),g(x)} som kolonnvektorer, kan den kontinuerliga bijektionen {\displaystyle F} definieras: {\displaystyle F:S^{2}\times S^{1}\to SO(3,\mathbb {R} ),\;\;F(x,e^{i\alpha })=(x,cos(\alpha )f(x)+sin(\alpha )g(x),-sin(\alpha )f(x)+cos(\alpha )g(x))}, där {\displaystyle SO(3,\mathbb {R} )=\{A\in M_{n,n}(\mathbb {R} )|AA^{T}=I,{\text{det}}(A)=1\}}. Eftersom domänen och målet är kompakt och Hausdorffrum, är F en homeomorfi. Detta kan dock inte stämma, ty {\displaystyle SO(3,\mathbb {R} )} och {\displaystyle \mathbb {Z} /2} är isomorfa, medan gruppen {\displaystyle S^{2}\times S^{1}} och {\displaystyle \mathbb {Z} } också är isomorfa. Detta ger en motsägelse, vilket innebär att det inte finns någon funktion enligt antagandet. Detta bevisar igelkottsteoremet för 2-sfären.